# Hammoor
Hammoor ist eine Gemeinde im Kreis Stormarn in Schleswig-Holstein.

## Geographie
Das Gemeindegebiet von Hammoor erstreckt sich im südöstlichen Teilbereich der naturräumlichen Haupteinheit Ostholsteinisches Hügel- und Seenland (Nr. 702) östlich von Bargteheide.

### Gemeindegliederung
Gerkenfelde liegt im Gemeindegebiet.

### Nachbargemeinden
Direkt angrenzende Gemeindegebiete von Hammoor sind:
| Bargteheide | Tremsbüttel                                 |           |
| Delingsdorf | Kompassrose, die auf Nachbargemeinden zeigt | Lasbek    |
|             | Ahrensburg                                  | Todendorf |

## Geschichte
Hammoor wurde erstmals 1263 urkundlich erwähnt. Der Name der stormarner Adelsfamilie van Homore leitet sich vom Ortsnamen ab, die dort im 14. Jahrhundert siedelten. Später kam Hammoor zum Gut Tremsbüttel, mit dem es 1475 an den Herzog von Sachsen-Lauenburg verkauft wurde. 1571 kam das Dorf unter Verwaltung der Herzöge von Schleswig-Holstein-Gottorf und gehörte fortan zum landesherrlichen Amt Tremsbüttel.
Nach der Annexion Schleswig-Holsteins durch Preußen 1867 wurde Hammoor dem neugebildeten Kreis Stormarn zugeordnet. Mit Einführung der Amtsbezirke durch die preußische Kommunalverfassung gehörte Hammoor zum Amtsbezirk Bargteheide und seit 1948 zum Amt Bargteheide-Land.
Im Jahre 1964 wurde Gerkenfelde aus der Gemeinde Tremsbüttel nach Hammoor umgemeindet.
Die bereits im Jahr 1796 erwähnte Schule wurde 1966 geschlossen.

## Politik

### Gemeindevertretung
Bei der Kommunalwahl am 14. Mai 2023 wurden insgesamt 13 Sitze vergeben. Von diesen erhielt die Allgemeine Wählergemeinschaft Hammoor neun Sitze und die CDU vier Sitze.

### Bürgermeister
Bürgermeister ist Andreas Jendrejewski (AWH).

### Wappen
Blasonierung: „Erhöht und nach oben gewölbt im Torfmoosschnitt von Gold und Grün geteilt. Unten ein linksgewendetes, liegendes bronzezeitliches Schwert über einer spitzwandigen, flachen Urne in verwechselter Farbe.“

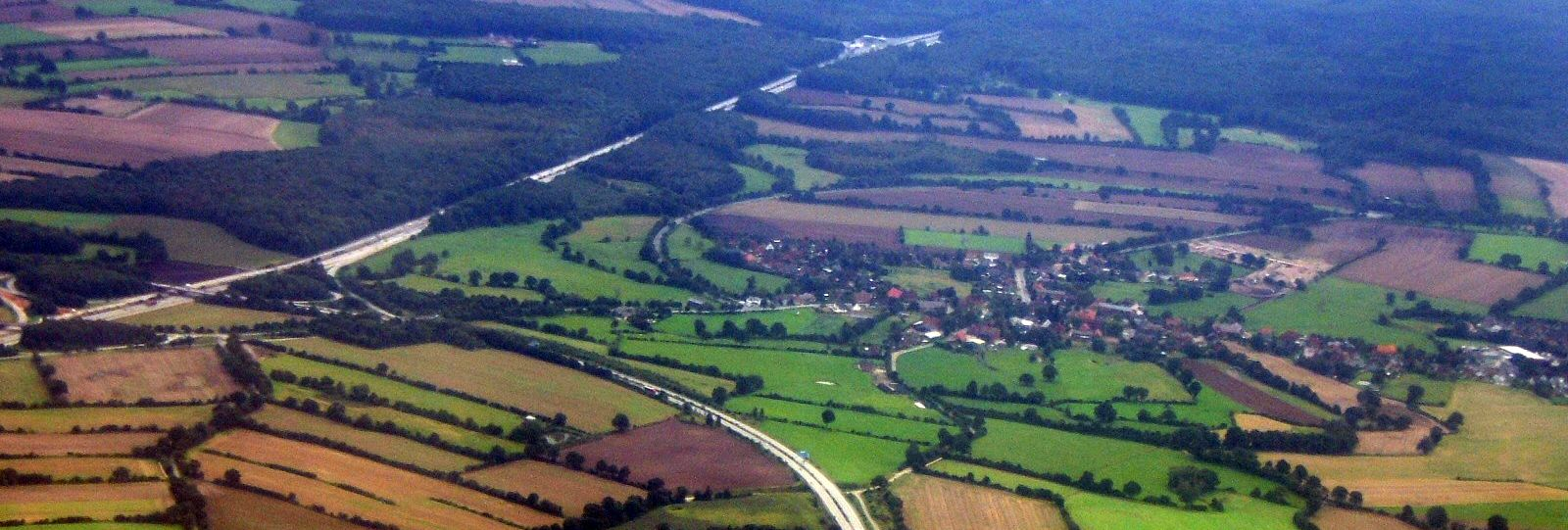
Hammoor aus der Luft (von Norden aus gesehen) mit der A 1 (oben im Bild) und der A 21 (unten im Bild)

## Kultur und Sehenswürdigkeiten
In der Liste der Kulturdenkmale in Hammoor stehen die in der Denkmalliste des Landes Schleswig-Holstein eingetragenen Kulturdenkmale.

## Wirtschaft und Infrastruktur

### Bildung
Die Fahrbücherei im Kreis Stormarn hält im Drei-Wochen-Rhythmus an einem Haltepunkt in Hammoor.

### Verkehr
Das Autobahnkreuz Bargteheide, die Schnittstelle der Bundesautobahnen 1 (Heiligenhafen – Saarbrücken) und 21 (Stolpe – Bargteheide), liegt im Gemeindegebiet. Außerdem schneidet die Bundesstraße 404 (Kiel – Lüneburg) das Gemeindegebiet.